# Евстратий (пресвитер)
Евстратий — священнослужитель Константинопольской православной церкви, пресвитер, автор ряда духовных произведений, датируемых концом VI века. Период активной деятельности устанавливают между 583 и 602 годами.
Жизнь и деятельность приходится на конец VI века. Являлся учеником Константинопольского Патриарха Евтихия.
Автор сочинений: «Против тех, кто признает полную бездятельность души по разлучении её с телом и отрицает действенность молитвы за умерших», «О состоянии души после смерти»(в латинском переводе De statu animarum post mortem was reprinted 1841.). Большая часть этого сочинения издана Львом Аллацием.